# Pallavolo ai Giochi della solidarietà islamica 2021 - Torneo femminile
Il torneo femminile di pallavolo ai Giochi della solidarietà islamica 2021 si è svolto dall'8 al 15 agosto 2022 a Konya, in Turchia, durante i Giochi della solidarietà islamica 2021: al torneo hanno partecipato sette squadre nazionali e la vittoria finale è andata per la prima volta alla Turchia.

## Impianti
|                                                                                    |  |  |
|                                                                                    |  |  |
| Karatay Kongre ve Spor Merkezi Città: Konya Capienza: 10 000 Anno d'apertura: 2013 |  |  |

## Regolamento

### Formula
La formula ha previsto:
- Fase a gironi, disputata con girone all'italiana: le prime due classificate di ogni girone hanno acceduto alle semifinali.
- Fase finale, disputata con semifinali, finale per il terzo posto e finale, giocate con gara unica.

### Criteri di classifica
Se il risultato finale è stato di 3-0 o 3-1 sono stati assegnati 3 punti alla squadra vincente e 0 a quella sconfitta, se il risultato finale è stato di 3-2 sono stati assegnati 2 punti alla squadra vincente e 1 a quella sconfitta.
L'ordine del posizionamento in classifica è stato definito in base a:
- Numero di partite vinte;
- Punti;
- Ratio dei set vinti/persi;
- Ratio dei punti realizzati/subiti;
- Risultati degli scontri diretti.

## Squadre partecipanti
| Squadra     | Qualificazione      | Ultima partecipazione |
| ----------- | ------------------- | --------------------- |
| Afghanistan | Wild card           | Debutto               |
| Azerbaigian | Wild card           | Baku 2017             |
| Camerun     | Wild card           | Debutto               |
| Iran        | Wild card           | Debutto               |
| Senegal     | Wild card           | Debutto               |
| Turchia     | Paese organizzatore | Baku 2017             |
| Uzbekistan  | Wild card           | Debutto               |

## Torneo

### Fase a gironi
| Girone A   | Girone B    |
| ---------- | ----------- |
| Iran       | Afghanistan |
| Turchia    | Azerbaigian |
| Uzbekistan | Camerun     |
| -          | Senegal     |

#### Girone A

##### Risultati
| 8 agosto 2022 Karatay Kongre ve Spor Merkezi, Konya Durata: 0h:55 - Spettatori: 5 200  | Turchia    | 3 - 0 | Uzbekistan | 25-13, 25-3, 25-15         |
| 10 agosto 2022 Karatay Kongre ve Spor Merkezi, Konya Durata: 1h:39 - Spettatori: 300   | Uzbekistan | 1 - 3 | Iran       | 15-25, 16-25, 28-26, 16-25 |
| 12 agosto 2022 Karatay Kongre ve Spor Merkezi, Konya Durata: 1h:10 - Spettatori: 6 150 | Turchia    | 3 - 0 | Iran       | 25-20, 25-15, 25-17        |

##### Classifica
| Pos. | Squadra    | Pt | G | V | P | SV | SP | Ratio | PF  | PS  | Ratio |
| ---- | ---------- | -- | - | - | - | -- | -- | ----- | --- | --- | ----- |
| 1.   | Turchia    | 6  | 2 | 2 | 0 | 6  | 0  | MAX   | 150 | 83  | 1,807 |
| 2.   | Iran       | 3  | 2 | 1 | 1 | 3  | 4  | 0,750 | 153 | 150 | 1,020 |
| 3.   | Uzbekistan | 0  | 2 | 0 | 2 | 1  | 6  | 0,166 | 106 | 176 | 0,602 |

      Qualificata alle semifinali.

#### Girone B

##### Risultati
| 8 agosto 2022 Karatay Kongre ve Spor Merkezi, Konya Durata: 0h:50 - Spettatori: 1 150  | Azerbaigian | 3 - 0 | Senegal     | 25-7, 25-6, 25-10         |
| 9 agosto 2022 Karatay Kongre ve Spor Merkezi, Konya Durata: 0h:55 - Spettatori: ?      | Afghanistan | 0 - 3 | Camerun     | 16-25, 7-25, 15-25        |
| 10 agosto 2022 Karatay Kongre ve Spor Merkezi, Konya Durata: 0h:55 - Spettatori: 500   | Afghanistan | 0 - 3 | Azerbaigian | 4-25, 11-25, 4-25         |
| 10 agosto 2022 Karatay Kongre ve Spor Merkezi, Konya Durata: 1h:08 - Spettatori: 1 100 | Senegal     | 0 - 3 | Camerun     | 16-25, 17-25, 11-25       |
| 12 agosto 2022 Karatay Kongre ve Spor Merkezi, Konya Durata: 1h:37 - Spettatori: 500   | Camerun     | 1 - 3 | Azerbaigian | 31-29, 12-25, 8-25, 26-28 |
| 12 agosto 2022 Karatay Kongre ve Spor Merkezi, Konya Durata: 1h:01 - Spettatori: 300   | Afghanistan | 0 - 3 | Senegal     | 22-25, 8-25, 9-25         |

##### Classifica
| Pos. | Squadra     | Pt | G | V | P | SV | SP | Ratio | PF  | PS  | Ratio |
| ---- | ----------- | -- | - | - | - | -- | -- | ----- | --- | --- | ----- |
| 1.   | Azerbaigian | 9  | 3 | 3 | 0 | 9  | 1  | 9,000 | 257 | 119 | 2,160 |
| 2.   | Camerun     | 6  | 3 | 2 | 1 | 7  | 3  | 2,333 | 227 | 189 | 1,201 |
| 3.   | Senegal     | 3  | 3 | 1 | 2 | 3  | 6  | 0,500 | 142 | 189 | 0,751 |
| 4.   | Afghanistan | 0  | 3 | 0 | 3 | 0  | 9  | 0,000 | 96  | 225 | 0,427 |

      Qualificata alle semifinali.

### Finali 1º e 3º posto
|  | Semifinali | Semifinali  | Semifinali |                 |    | Finale  | Finale      | Finale |
|  |            |             |            |                 |    |         |             |        |
|  | 1A         | Turchia     | 3          |                 |    |         |             |        |
|  | 1A         | Turchia     | 3          |                 |    |         |             |        |
|  | 2B         | Camerun     | 0          |                 |    |         |             |        |
|  | 2B         | Camerun     | 0          |                 | 1A | Turchia | 3           |        |
|  |            |             |            |                 | 1A | Turchia | 3           |        |
|  |            |             |            |                 |    | 2A      | Iran        | 0      |
|  | 1B         | Azerbaigian | 1          |                 |    | 2A      | Iran        | 0      |
|  | 1B         | Azerbaigian | 1          |                 |    |         |             |        |
|  | 2A         | Iran        | 3          |                 |    |         |             |        |
|  | 2A         | Iran        | 3          | Finale 3° posto |    |         |             |        |
|  |            |             |            |                 |    |         |             |        |
|  |            |             |            |                 |    | 2B      | Camerun     | 0      |
|  |            |             |            |                 |    | 2B      | Camerun     | 0      |
|  |            |             |            |                 |    | 1B      | Azerbaigian | 3      |

#### Semifinali
| 14 agosto 2022 Karatay Kongre ve Spor Merkezi, Konya Durata: 1h:38 - Spettatori: 100   | Azerbaigian | 1 - 3 | Iran    | 18-25, 25-18, 16-25, 22-25 |
| 14 agosto 2022 Karatay Kongre ve Spor Merkezi, Konya Durata: 1h:01 - Spettatori: 6 000 | Turchia     | 3 - 0 | Camerun | 25-14, 25-13, 25-11        |

#### Finale 3º posto
| 15 agosto 2022 Karatay Kongre ve Spor Merkezi, Konya Durata: 1h:04 - Spettatori: 200 | Camerun | 0 - 3 | Azerbaigian | 25-27, 13-25, 17-25 |

#### Finale
| 15 agosto 2022 Karatay Kongre ve Spor Merkezi, Konya Durata: 1h:12 - Spettatori: 8 000 | Turchia | 3 - 0 | Iran | 25-16, 25-14, 25-15 |

## Classifica finale
| Pos | Squadra     | Rosa |
| --- | ----------- | --- |
|     | Turchia     | Formazione: 1 Yılmaz, 2 Aydın, 3 Arıcı, 5 Akyaldız, 7 Gülübay, 9 Kılıç, 10 Akyol, 11 Kayacan, 13 Demirel, 16 Özel, 18 Yıldırım, 19 Kestirengöz, 20 Erkek, 22 Kanbur, CT: Hamurcu                                   |
|     | Iran        | Formazione: 1 Gharamaleki, 2 Karimi, 5 Khouzani, 6 Alikhani, 8 Saberi, 10 Borhani, 11 Kadkhoda, 12 Amini, 13 Kiani, 14 Zareh, 16 Dargazani, 18 Poorsaleh, 19 Karimi, 20 Moghani, CT: Campedelli                    |
|     | Azerbaigian | Formazione: 3 Ruban, 5 Əliyeva, 6 Əbdüləzimova, 7 Charčenko, 8 Kondratyeva, 9 Bashnakova, 10 Mertsalova, 11 Kərimova, 14 Yagubova, 16 Karimova, 18 Alishanova, 19 Əliyeva, 20 Stepanenko, 22 Kiryliuk, CT: Yusubov |
| 4.  | Camerun     | |
| 5.  | Senegal     | |
| 6.  | Uzbekistan  | |
| 7.  | Afghanistan | |

## Statistiche
| Rendimento individuale | Rendimento individuale | Rendimento individuale | Rendimento individuale |
| Pos.                   | Nome                   | Punti                  | Squadra                |
| ---------------------- | ---------------------- | ---------------------- | ---------------------- |
| 1                      | Maedeh Borhani         | 55                     | Iran                   |
| 1                      | Marharyta Stepanenko   | 55                     | Azerbaigian            |
| 3                      | Jelyzaveta Ruban       | 53                     | Azerbaigian            |
| 4                      | Estelle Adiana         | 49                     | Camerun                |
| 5                      | Yaprak Erkek           | 47                     | Turchia                |

| Attacchi vincenti | Attacchi vincenti    | Attacchi vincenti | Attacchi vincenti |
| Pos.              | Nome                 | Punti             | Squadra           |
| ----------------- | -------------------- | ----------------- | ----------------- |
| 1                 | Maedeh Borhani       | 49                | Iran              |
| 1                 | Marharyta Stepanenko | 49                | Azerbaigian       |
| 3                 | Estelle Adiana       | 44                | Camerun           |
| 3                 | Jelyzaveta Ruban     | 44                | Azerbaigian       |
| 5                 | Odina Əliyeva        | 42                | Azerbaigian       |

| Muri vincenti | Muri vincenti      | Muri vincenti | Muri vincenti |
| Pos.          | Nome               | Punti         | Squadra       |
| ------------- | ------------------ | ------------- | ------------- |
| 1             | Yasemin Yıldırım   | 11            | Turchia       |
| 2             | Ayşən Əbdüləzimova | 10            | Azerbaigian   |
| 2             | Arielle Olomo      | 10            | Camerun       |
| 4             | Ayçin Akyol        | 8             | Turchia       |
| 4             | Olena Charčenko    | 8             | Azerbaigian   |

| Battute vincenti | Battute vincenti    | Battute vincenti | Battute vincenti |
| Pos.             | Nome                | Punti            | Squadra          |
| ---------------- | ------------------- | ---------------- | ---------------- |
| 1                | Ayşən Əbdüləzimova  | 11               | Azerbaigian      |
| 2                | Shafagat Alishanova | 10               | Azerbaigian      |
| 2                | Yaprak Erkek        | 10               | Turchia          |
| 4                | Yasemin Yıldırım    | 8                | Turchia          |
| 5                | Elahe Shahdehsari   | 7                | Iran             |